# Biserica Nașterea Sfântului Ioan Botezătorul din Budești
Biserica Nașterea Sfântului Ioan Botezătorul din Budești este un monument istoric aflat pe teritoriul satului Budești, comuna Făurei. În Repertoriul Arheologic Național, monumentul apare cu codul 122361.01.
Biserica este ctitoria lui Toma Cantacuzino la 1664. Ca elemente caracteristice amintim un nou tip de decorație constând din sublinierea arhivoltelor cu șiruri de zimți de cărămidă și boltirea atipică de la parterul turnului-clopotniță și arcul larg pe pilaștri între pronaos și naos.